# HMS Fleetwood (U47)
«Флітвуд» (англ. HMS Fleetwood (U47) — військовий корабель, шлюп типу «Грімсбі» 2-ї серії Королівського військово-морського флоту Великої Британії часів Другої світової війни.
Корабель брав активну участь у бойових діях на морі в Другій світовій війні, бився у Північній Атлантиці, біля берегів Франції, Англії, Норвегії та Північної Африки, супроводжував атлантичні конвої.
За проявлену мужність та стійкість у боях бойовий корабель заохочений п'ятьма бойовими відзнаками.

## Історія створення
Шлюп «Флітвуд» був закладений 14 серпня 1935 року на верфі компанії HMNB Devonport у Девонпорті. 24 березня 1936 року він був спущений на воду, а 19 листопада 1936 року увійшов до складу Королівських ВМС Великої Британії.

## Історія служби
У квітні 1940 року з початком вторгнення німецького вермахту до Норвегії «Флітвуд» включений до складу сил, що забезпечували супровід конвоїв до Північної Європи. 11-12 травня 1940 року «Флітвуд» допоміг висадити війська в Му-і-Рана, де потрапив під масований авіаційний наліт Люфтваффе. 27 травня він визначений з есмінцями «Волонтир» та «Амазон» на ескортування з Гарстада пошкодженого в боях есмінця «Ескімо».
11 травня 1943 року в Північній Атлантиці північно-західніше мису Фіністерре «Флітвуд» затопив глибинними бомбами німецький підводний човен U-528, який дістав пошкоджень унаслідок атаки британського бомбардувальника«Галіфакс».
2 листопада 1943 року разом з есмінцями «Ектів», «Візерінгтон» і патрульним літаком «Ліберейтор» атакували німецький підводний човен U-340, який викинувся на мілину і згодом затонув поблизу Танжера. 48 вцілілих з борту субмарини були підібрані іспанським траулером.
17 листопада 1943 року «Флітвуд» зіткнувся з американським патрульним кораблем PC-473, а потім з причалом. «Флітвуд» був сильно пошкоджений і перебував на ремонті в Гібралтарі до кінця березня 1944 року. Потім він приєднався до 41-ї ескортної групи, супроводжував конвої по Середземному морю до ремонту в Хайфі у вересні 1944 року. У жовтні «Флітвуд» перейшов до 50-ї ескортної флотилії, що базувалася в Александрії, для виконання ескортних завдань у Східному Середземномор'ї, а наприкінці року повернувся до британських вод. Він продовжував службу у складі Портсмутського командування до кінця війни в Європі.